# Alessandro Campeggio
Alessandro Campeggio (ur. 12 kwietnia 1504 w Bolonii, zm. 21 września 1554 w Rzymie) – włoski kardynał.

## Życiorys
Urodził się 12 kwietnia 1504 roku w Bolonii, jako syn Lorenza Campeggia i Francesci Guastavillani. Studiował literaturę, łacinę, grekę i filozofię. 19 marca 1526 roku został wybrany biskupem Bolonii, jednak pozostał w randze administratora apostolskiego do czasu osiągnięcia wieku kanonicznego. 31 lipca 1541 roku przyjął święcenia kapłańskie i sakrę. Jednocześnie został wicelegatem w Awinionie. 20 listopada 1551 roku został kreowany kardynałem prezbiterem i otrzymał kościół tytularny Santa Lucia in Orphea. Dwa lata później zrezygnował z zarządzania diecezją. Zmarł 21 września 1554 roku w Rzymie.